# Thank you.
《Thank you.》，是日本樂團DREAMS COME TRUE的第17張單曲。1995年2月22日發行。

## 簡介
阪神大地震後DREAMS COME TRUE緊急發行的慈善單曲。
單曲內兩首曲目都收錄入一個月之後發行的第7張原創專輯《DELICIOUS》。
發行首週在Oricon公信榜排行第2位，不敵大黑摩季的《LA·LA·LA》，是DREAMS COME TRUE自1992年的《決戰星期五/太陽在看》之後首次未能取得Oricon週榜冠軍的單曲。
總銷量達106.9萬張，是1995年度日本單曲銷量第26位。DREAMS COME TRUE第四張銷量過百萬的單曲。

## 收錄曲目
1. Thank you.（サンキュ.）
  - 作詞：吉田美和；作曲：吉田美和、中村正人；編曲：中村正人
  - 日本電視台節目的Campaign歌曲
2. The Signs of LOVE ～ETERNITY "DELICIOUS" VERSION～
  - 作詞：吉田美和；作曲、編曲：中村正人
  - 美國動畫電影《天鵝公主》的主題曲《ETERNITY》的日語版
  - 電影《7月7日，晴天》的插曲